# Taner Sağır
Taner Sağır, född 13 mars 1985 i Kărdzjali i Bulgarien, är en turkisk före detta tyngdlyftare. Han vann en guldmedalj vid olympiska sommarspelen 2004. Den då 19-årige Sağır blev den yngste tyngdlyftaren att vinna ett olympiskt guld och hans 172,5 kg i ryck och totalresultat på 375 kg var nya olympiska rekord. Han har också vunnit VM 2006 i Santo Domingo och två Europamästerskap, 2004 och 2005.